# Hemigymnochaeta lindneri
Hemigymnochaeta lindneri är en tvåvingeart som beskrevs av Zumpt 1961. Hemigymnochaeta lindneri ingår i släktet Hemigymnochaeta och familjen spyflugor. Inga underarter finns listade i Catalogue of Life.